# Никола Божидаревић
Никола Божидаревић, познатији као Никола Дубровчанин (итал. Nicolò Raguseo; лат. Nicolaus Rhagusinus; око 1460 —  26. новембар 1517/18) био је сликар из Далмације на прелазу из готике у ренесансу.

## Биографија
Рођен је Котору, приближно 1460. године. Презиме Божидаревић је добио од свог оца, Божидара Влатковића, такође сликара из места Слано.
Године 1476. је ступио на занат код дубровачког мајстора Петра Огњановића, али га је већ после три месеца оставио и отишао у Венецију. У Дубровник се вратио 1494. и живео је ту до смрти 1517.
Неке од његових слика су: 
- Навјештење у доминиканској цркви на Лопуду, са потписом: Nicolo Raguseoo pince 1513; слика је 1898. рестаурисана),
- полиптих Богородице,
- Христа на крсту и разних светаца (у дубровачкој цркви Свете Марије на Данчама, потписана 1517),
- једна олтарска слика у капитулу доминиканаца у Дубровнику и једна у малој збирци негдашњег фрањевачког самостана на Лопуду.